# Референдум в Лихтенштейне (1987)
Референдум в Лихтенштейне по двойным предложениям проходил 13 сентября 1987 года. Референдум касался проведения референдума с несколькими предложениями (то есть с инициативой, встречным преедложением и предложением Ландтага). Предполагалось, что избиратели могли бы отклонить все предложения, согласиться с одним из предложением или одобрить несколько предложений с указанием своего предпочтения. Референдум был одобрен 62,9 % голосов избирателей.

## Контекст
Референдум касается постановки вспомогательного вопроса на референдуме, общем для нескольких предложений.
При двойном голосовании два года ранее в 1985 году два предложения, представленные на голосование, получили в сумме больше голосов, чем «нет», однако ни одно из них не было действительным, поскольку по отдельности они не получили более 50 % голосов. Народная инициатива «Свободного списка» предлагала внести поправки в статьи № 85-5 и 84-3 Конституции, с тем чтобы на референдумах был вынесен дополнительный вопрос по нескольким предложениям. В случае двойного или большего количества «да», сумма которых больше, чем результат «нет», вспомогательный вопрос отделяет результаты голосования и позволяет утвердить одно из предложений. Инициатива собрала подписи более 1 тыс. подписей и была представлена в Ландтаг 24 июня 1987 года в рамках статьи № 64-2 Конституции. Парламент одобрил его 9 голосами при 5 против, но, тем не менее, решил вынести законопроект на всенародное голосование в рамках статьи № 66 Конституции.

## Результаты
| Выбор                               | Голоса | %    |
| ----------------------------------- | ------ | ---- |
| За                                  | 4 181  | 62,9 |
| Против                              | 2 461  | 37,1 |
| Недействительных/пустых бюллетеней  | 343    | -    |
| Всего                               | 6 985  | 100  |
| Зарегистрированных избирателей/Явка | 12 923 | 54,1 |
| Источник: Démocratie Directe        |        |      |